# Гардијски пук Феликс Дзержински
Гардијски пук „Феликс Дзержински“ је био елитни моторизовани стрељачки пук под командом Министарства за државну безбедност Демократске Републике Немачке. Овај пук је добио име у част Феликса Дзержинског, оснивача совјетске тајне полиције. Као једини врло видљиви део злогласног Штазија, није уживао велику популарност у народу.

## Мисија
Задатак Пука је била заштита владиних и партијских зграда у Источном Берлину, престоници Источне Немачке и безбедност стамбеног комплекса партијског руководства у Вандлицу код Берлина. По угледу на совјетску праксу, пук је био политички поуздана снага унутрашње безбедности која би могла да се користи за сузбијање побуна и нереда.

## Бројчано стање
Бројчано стање пука:
- 1955: 1.475
- 1960: 4.372
- 1965: 5.121
- 1970: 7.924
- 1975: 9.245
- 1980: 10.082
- 1985: 10.192
- 1989: 11.426

## Остале гардијске јединице
Гардијски пук Феликс Дзержински је био један од три гардијска пука у Источној Немачкој. Друга два су биле јединице војске:
- 1. Гардијски пук „Фридрих Енгелс“ (WR-1) који је чувао Меморијал жртава фашизма и милитаризма у берлинској улици Унтер дем линден и вршио друге почасне дужности, укључујући церемоније добродошлице страних државника.
- 2. Гардијски пук „Хуго Еберлајн“ (WR-2) који је чувао командни центар Министарства народне одбране у Штраусбергу код Берлина.